# Mönch-Erdenijn Dawaabandi
Mönch-Erdenijn Dawaabandi (mong. Мөнх-Эрдэнийн Даваабанди; ur. 1996) – mongolski zapaśnik walczący przeważnie w stylu klasycznym. Zajął ósme miejsce na mistrzostwach świata w 2019 roku. 
Piąty na mistrzostwach Azji w 2022. Srebrny medalista MŚ wojskowych w 2024. Trzeci na mistrzostwach Azji U-23 w 2019 roku.